# Mino anais
Mino anais е вид птица от семейство Скорецови (Sturnidae).

## Разпространение
Видът е разпространен в Индонезия и Папуа Нова Гвинея.